# Vattenförsörjning

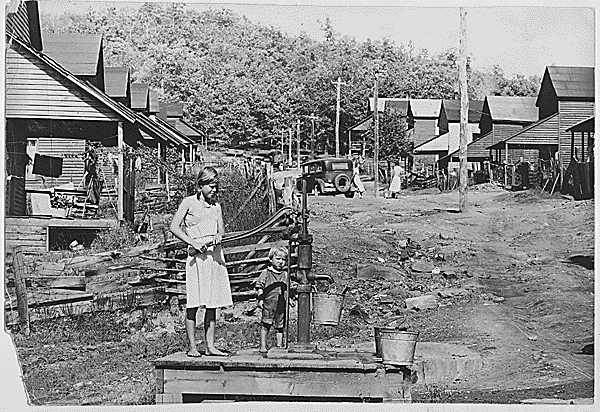
En brunn i Wilder, Tennessee, 1942.

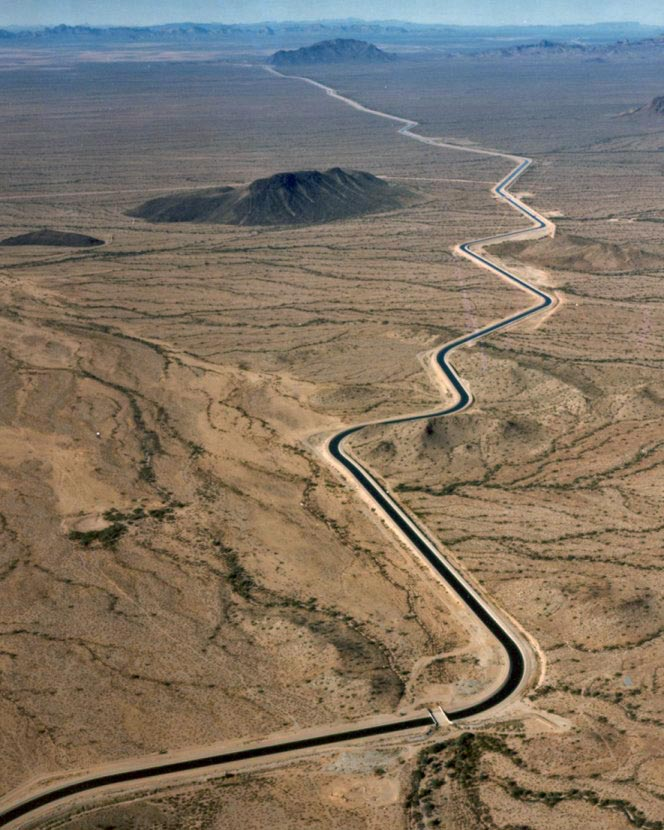
En akvedukt som ingår i Central Arizona Project.

Vattenförsörjning är de system som används för att förse ett samhälle med vatten.
I sin enklaste form består vattenförsörjning av en öppen vattentäkt som en flod, eller av en brunn varifrån vatten kan hämtas och bäras.
Många samhällen har kranvatten, som utvinns av vattenverk och överförs med vattenledningar. Det kan finnas separata system för bevattning. Förbrukning av kranvatten kan mätas med vattenmätare.
Parallellt med vattenledningar finns ofta avlopp, som leder ut till ett reningsverk.